# トム・ブラモール
トム・ブラモールことトーマス・ブラモール（Thomas Bramall、1990年8月19日 - ) はイングランドのサッカー審判員。2022年にセレクトグループ1に昇格しプレミアリーグの試合を担当している。シェフィールド・アンド・ハラムシャー・カウンティ・サッカー協会所属。

## 来歴
1990年、サウス・ヨークシャー・シェフィールドに生まれる。プロ審判になる前はロザラムで体育教師を、ノッティンガムシャーで数学教師をしていた。2022年、教職を離れてフルタイムの審判員として活動する。
ナショナルリストに昇格し、2018-19シーズンからイングリッシュ・フットボールリーグの試合を担当するが、2019夏に前十字靭帯を損傷し、2020年2月に復帰するまで審判の現場から離れざるを得なかった。
2021–22シーズンに向けて2021年3月にEFLチャンピオンシップ・プレストン・ノースエンド対ルートン・タウンの試合を担当し、ブラモールはセレクトグループ2に昇格する。ウェンブリー・スタジアムでの初担当は、2022年5月22日のFAトロフィー決勝・レクサム対ブロムリーの試合。プレミアリーグデビューは同年8月30日のフラム対ブライトンの試合だった。
2023年、PGMOLと日本サッカー協会 (JFA) の「審判交流プログラム」により来日、3月16日から4月5日の間、J1リーグ、JリーグYBCルヴァンカップ、WEリーグの試合を担当した。